# Naomile
Naomile（ナオミール）は、日本のボーカリスト。

## 来歴
- 2003年より東京都内ライブハウス、カフェなどでライブ活動をスタート。CM曲やゲーム音楽に参加（ポップンミュージックにて、ミシュカ「白いとび羽根」[1]歌唱担当）、ラジオ出演、さまざまなコンピレーションアルバムに参加、またCMのテーマソングを担当するなど、幅広いジャンルで活躍している。
- 2001年、日系TV局Bridge TV 短編映画「ＮＥＫＯ」の主題歌歌唱
- 2005年、第17回フジテレビヤングシナリオ大賞 ドラマ「unplugged～アンプラグド～」[2]の主題歌「unplugged～モノクロのメロディー～」を担当。
- 2005年より遊べる本屋ヴィレッジヴァンガードで発売されたカヴァーアルバム（LOVERSPOP、SWEETS HOUSEシリーズ）のボーカルを担当。口コミで人気が広がり、カヴァーアルバム4枚で計100万枚のセールスを記録[3]。
- カヴァーアルバムの好調なセールスにより、オリジナルアルバムを聞きたいというファンの期待の声に応え、2009年7月、オリジナルファーストアルバム「ラブレター」をリリース。同アルバム収録曲の「『いまでも好きだよ』」は動画サイトYouTubeにて160万回を超える再生回数を記録。
- 2010年12月、2ndオリジナルアルバム「ラブリィ」を発売。スネオヘアー（収録曲＝スノードームの恋人 with スネオヘアー）、dorlisがゲスト参加。同曲はTOKYO MX、BSジャパンの番組『Brilla TV』のオープニングテーマソングに採用。
- 千秋が監修・選曲した松田聖子のオフィシャルカバーアルバム（「Memories 〜Songs for the Season of White」）に参加。
- 『人志松本のすべらない話』の第21弾「クリスマススペシャル〜第10代MVSは誰だ!?〜」（2011年12月23日放送）に楽曲がBGM使用される。
- 東江メガネ（沖縄県内全域で20店舗を展開する眼鏡チェーン店）のCMソングにオリジナルソング「History」が起用される。
- アイデアスケッチ社のアプリ【みつもらー】でVoiceを担当。
- GReeeeNのカバー曲「扉」が、音楽情報サイトmusicpoolが行っている、東北地方復興支援プロジェクト「くちずさもう!日本」のテーマソング[4]に起用される。
- 大学生5人企画出版する「100番目のメッセージ」という本にメッセージを寄稿[5] 。
- オリジナルアルバムでは全曲作詞も担当し、多彩な才能を発揮している。
- 2011年4月に長女、2014年4月に次女を出産。2児の母親でもある。
- 2012年4月より、NHK Eテレの番組「おとなの基礎英語」のテーマ曲を担当（曲タイトル「L・O・V・E」、作詞も担当）。同番組のサウンドロゴも担当。同曲はベストアルバム「Best of Naomile ふんわり生活」に収録。※2013年4月から同じ出演者でシーズン2がスタート、テーマ曲も継続。
- 2013年6月・7月、国民的番組のNHK「みんなのうた」にて、Naomileが歌と作詞を担当した「カタツムリ、カタオモイ[6]」が放送される。
- Mr.BEATS a.k.a. DJ CELORYがミックスする、ラヴァーズ・レゲエMix CDシリーズ「BON-VOYAGE LOVERS」の邦楽盤第2弾(2013年06月05日発売)に参加。Crystal Kayの「Boyfriend -part II-」をアルバム内でカバー。
- 2013年10月30日より配信されたiPhone・iPad向けソーシャルリズムアクションゲーム『リズム怪盗R プレミアムライブ』に歌唱参加。
- 2013年11月3日に産業医科大学にて開催されたチャリティーライブに出演。
- 2015年11月にメガネチェーン店「JINS」のWEB CM、「JINS　MEME」のイメージソングを歌唱。
- 2016年1月27日に発売されたK-POPアーティストグループF.CUZ（フォーカズ）「Forever」収録の『Forever Japanese ver.』の作詞を担当。
- 2017年3月富士住建のイメージキャラクターフルまるくんテーマソング「ぼくはフルまる」歌唱
- 2017年9月マツモトキヨシ×おそ松さんCMにて歌唱
- 2017年9月バンドFANO.のボーカルとしてFirst EP「東京」をリリース  　（下北沢Feed SHIPにてライブ出演、M3にて初出展、通販サイトhttp://www.jet-one.co.jp/shop/index.html）
- 2017年11月東京文化会館小ホール「楽落らいぶ」  　落語家の春風亭昇々、作曲家の田頭勉  　サニーデイ・サービスのベース田中貴、ジャズギターリストの田中裕一、グラスハーピストでも活躍の大橋エリと共にボーカルとして出演
- 2017年11月作曲がきだしゅんすけのツーマンライブにゲスト出演（ストロボカフェ北参道）
- 2018年2月　水川あさみ主演のNHKBSプレミアムドラマ「我が家の問題」オープニング・エンディング・挿入歌を歌唱  （音楽：新井誠志、きだしゅんすけ作曲）
- 2020年3月 バンドFano.セカンドアルバム『人間』発売
- 2020年4月 san-xのキャラクターころころコロニャの『ころころコロニャのうた』歌唱
- 2020年6,7月 NHKみんなのうたにて、作詞、歌唱の『カタツムリ、カタオモイ』が2度目の再放送
- 2020年9月 TBS朝の情報番組「グッとラック！」のお天気コーナー「グッと天気！」のキャラクター「おそらのサーカス」のテーマソング歌唱
- 2022年　TVアニメ「神クズ☆アイドル」の劇版レコーディングにバンドFano.で参加
- 2022年2月　シャイン食堂ハイチーズ！の音楽定食CDシリーズ第６弾収録曲　きしのりこさん　作詞作曲「キャンディ」歌唱。

## 特徴
- ヴィレッジ・ヴァンガードの各店舗では、一度聴いたら忘れる事の出来ない女性らしく温かみのある歌声から、「ふんわり名人」と紹介されている[7]。「ことばで表せない景色、目に見えないもの」を声の色で表現する事を大切にし、歌を奏でる。
- ささやく様な声＝ウィスパーボイスが特徴。まるで話しかける様な、柔らかなボイスで女性を中心に幅広い年齢層を魅了している。

## ディスコグラフィー

### オリジナルアルバム
ラブレター（2009年6月11日）ASIN B0029WFJIK
1. Special Day
2. シャボンの恋
3. LOVE BEAM☆
4. ふんわり
5. History
6. Smiling!!
7. 約束
8. 小さな夜に
9. サヨナラ
10. 「いまでも好きだよ」

ラブリィ ラブリィ（2010年12月3日）ASIN B0047AJ00K
1. Welcome!
2. Shooting Star
3. スノードームの恋人 with スネオヘアー
4. バンザイ〜好きでよかった〜
5. CLAP TAP CLAP
6. ビターチョコレート with dorlis
7. You make me…
8. ありがとう
9. I am a DOG
10. 会いたい
11. 「おつかれさま」
12. See you soon!

### カバーアルバム
LOVERS POP（2007年8月22日）ASIN B000TLYDJY
1. LOVE LOVE LOVE
2. 恋におちたら
3. ここにしか咲かない花
4. 楓
5. 粉雪
6. Squall
7. FINAL DISTANCE
8. 瞳をとじて
9. 長い間
10. ENDLESS STORY

LOVERS POP Flower（2008年4月23日）ASIN B00154QUNQ
1. ハナミズキ
2. 桜坂
3. 三日月
4. Story
5. 桜
6. fragile
7. 3月9日
8. キスして抱きしめて
9. ツバサ
10. ひと恋めぐり

SWEETS HOUSE（2008年7月2日）ASIN B001C7FCG2
1. 永遠にともに
2. 愛唄
3. LOVERS AGAIN
4. 蕾
5. 惑星タイマー
6. 月のしずく
7. 眠れぬ夜は君のせい
8. ロビンソン
9. Precious
10. 島人ぬ宝

SWEETS HOUSE CANDY（2009年1月14日）ASIN B001INLGVK
1. ただ...逢いたくて
2. 何度も
3. 奏（かなで）
4. チョコレイト・ディスコ
5. すばらしい日々
6. 虹
7. 雪の華
8. 愛のうた
9. 幸せな結末

SWEETS HOUSE SHERBET（2009年7月13日）ASIN B0029PY2HQ
1. 遥か（初回盤のみのボーナストラック）
2. home
3. 歩み
4. 時の足音
5. 歌うたいのバラッド
6. はじめてのチュウ
7. 手紙〜拝啓 十五の君へ〜
8. ORION
9. 明日への扉
10. サマーヌード
11. 夏祭り

SWEETS HOUSE Xmas（2009年11月11日）ASIN B002NSUZBG
1. ジングルベル
2. サンタが町にやってくる
3. 恋人がサンタクロース
4. 赤鼻のトナカイ
5. interlude 〜きよしこの夜〜
6. クリスマス・イブ
7. きよしこの夜
8. ホワイトクリスマス
9. LAST CHRISTMAS
10. ママがサンタにキッスした
11. interlude 〜ホワイトクリスマス〜
12. そりすべり
13. あわてん坊のサンタクロース
14. ハッピークリスマス
15. Merry Christmas to You
16. outro 〜ジングルベル〜

2010年版はヴィレッジヴァンガードより新しいデザインのスリーブジャケット仕様で再リリースされる。
SWEETS RESORT HIBISCUS（2010年4月14日）ASIN B0039X44A2
1. 未来予想図II
2. TRAIN-TRAIN
3. 刹那
4. 涙そうそう
5. STAY
6. 夢の中へ
7. 花
8. アンマー
9. 僕は君に恋をする
10. 小さな恋のうた

SWEETS HOUSE COOKIE（2011年3月23日）ASIN B004M828UQ
1. 扉
2. 涙
3. また君に恋してる
4. YELL
5. 明日がくるなら
6. はつ恋
7. うる星やつらのテーマ -ラムのラブソング-
8. 想い出がいっぱい
9. 何度でも
10. LOVE LOVE LOVE
11. 「いまでも好きだよ」

SWEETS HOUSE COCONUT（2012年6月6日）ASIN B007TTU2ZS
1. Butterfly
2. 家族になろうよ
3. ありがとう
4. BABY I LOVE U
5. はじまりの歌
6. 青空
7. マル・マル・モリ・モリ!
8. 恋文～ラブレター～
9. レイニーブルー
10. この木なんの木

カタツムリ、カタオモイ ~ゆるふわダンス♪~（2013年6月19日）
1. カタツムリ、カタオモイ
2. マル・マル・モリ・モリ!
3. 想い出がいっぱい
4. この木なんの木
5. はじめてのチュウ
6. ラムのラブソング
7. チョコレイト・ディスコ
8. Butterfly
9. アンパンマン
10. LOVE BEAM
11. I am a dog
12. CLAP TAP CLAP

### ベストアルバム
- THE BEST of SWEETS HOUSE〜for J-POP HIT COVERS SUPER NON-STOP DJ MIX〜（2010年8月4日）ASIN B003TYKGQM
- THE BEST of SWEETS HOUSE 2〜for J-POP HIT COVERS SUPER NON-STOP DJ MIX〜（2012年2月2日）ASIN B0067MWT6S
- 「Best of Naomile ふんわり生活」（2012年12月19日）※ 『L・O・V・E』おとなの基礎英語テーマ曲収録 ASIN B009TAMRTY
- THE BEST of SWEETS HOUSE3～J-POP HIT COVERS SUPER NON-STOP DJ MIX～（2013年2月27日）※新録を10曲を録り下し収録 ASIN B00ARHUG0U

### コンピレーションアルバム参加作品
（）内はカバー曲名
- 青春ダンス（「Choo Choo train」「タイミング」「DA.YO.NE」）
- COVER LOVER vol.1 〜bossa de punk（「I fought the law」）
- COVER LOVER vol.2 〜BOSSA de DISCO（「I heard a rumor」）
- 続・青春ロック（「やさしい気持ち」）
- COVER LOVER vol.4 〜Bossa de No.1〜Ebony Soul（「We are the world」）
- COVER LOVER vol.3 〜Bossa de No.1〜Ivory Rock（「Crazy For You」）
- BEAUTIFUL COVERS（V.A、「Eternal flame」）
- カバーバカ 〜BEST HIT J-POP COVERS NON-STOP DJ MIX VILLAGE VANGUARD PRESS SELECTION〜（言葉にできない、未来予想図II、永遠にともに、 はじめてのチュウ）
- Memories 〜Songs for the Season of White（LET'S BOYHUNT）
- WIRED CAFE MUSIC Recommendation Feel（ラブリー（小沢健二））
- Inner Reserves Vol. 2 - Meet Burt Bacharach（「Close To You」）